# Konklave (film)
Konklave (originaltitel Conclave) er en amerikansk film fra 2024 instrueret af Edward Berger.

## Medvirkende
- Ralph Fiennes som Thomas Lawrence
- Stanley Tucci som Aldo Bellini
- John Lithgow som Joseph Tremblay
- Lucian Msamati som Joshua Adeyemi
- Brían F. O'Byrne som Raymond O'Malley
- Carlos Diehz som Vincent Benitez
- Merab Ninidse som Sabbadin